# Powiat Kitakatsushika
Powiat Kitakatsushika (jap. 北葛飾郡 Kitakatsushika-gun) – powiat w Japonii, w prefekturze Saitama. W 2024 roku liczył 70 862 mieszkańców.

## Miejscowości
- Matsubushi
- Sugito